# Єзеро (футбольний клуб)
ФК «Є́зеро»  (чорн. FK Jezero Plav, ФК Језеро Плав) — чорногорський футбольний клуб з міста Плав. Виступає у Другій лізі Чорногорії. Заснований 1948 року. Домашні матчі проводить на стадіоні «Под Рачіном».

## Історія
Найбільше досягнення клубу — виступ у Першій лізі Чорногорії у сезоні 2008-09. 
| Сезон   | Ліга       | Місце |
| ------- | ---------- | ----- |
| 2006-07 | Друга ліга | 9     |
| 2007-08 | Друга ліга | 1     |
| 2008-09 | Перша ліга | 10    |
| 2009-10 | Друга ліга | 7     |
| 2010-11 | Друга ліга | 9     |
| 2011-12 | Друга ліга | 7     |
| 2012-13 | Друга ліга | 6     |
| 2013-14 | Друга ліга | 3     |
| 2014-15 | Друга ліга | 9     |
| 2015-16 | Друга ліга | 10    |

## Досягнення
Кубок Чорногорії:
- Фіналіст (1): 2024